# Радио Свободная Азия
Радио «Свободная Азия» (РСА) — финансируемая правительством США международная вещательная корпорация, действующая как радиостанция и служба интернет-новостей. РСА была создана на основе закона Конгресса США с правлением в Радиовещательном совете управляющих. РСА частично финансировалась из федерального бюджета США а также гражданским сектором, включая Корейский фонд культуры и свободы. РСА вещает на девяти азиатских языках по крайней мере в шести странах.

## Миссия
Миссией Радиовещательного совета управляющих является «поддержка и удержание свободы и демократии путём вещания достоверных и объективных новостей и информации о США и мире зарубежным слушателям. […] РСА вещает новости и информацию азиатским слушателям, у кого нет полного доступа к взвешенным отчетам в их местных СМИ. Через своё вещание и программы „задайте вопрос в прямом эфире“, РСА нацелена на заполнение критической пропасти у людей в Азии. Его мандатом является своевременное радиовещание в регионах, в которых оно могло бы в противном случае подвергаться цензуре».

## Глушение радиосигналов и блокирование интернета
С момента начала радиовещания в 1996 году китайские власти постоянно глушат радиосигнал РСА.
Трём репортёрам РСА было отказано во въезде в Китай для освещения визита Президента Билла Клинтона в июне 1998. Китайское посольство в Вашингтоне до поездки дало визы, но отменило их незадолго до того, как Президент Клинтон покинул США на самолёте в направлении Китая. Белый дом и Госдеп США написали жалобы китайским властям, но репортеры так и не смогли въехать в страну.
Радиовещание вьетнамской службы также подвергалось глушению сигнала с самого начала. Был подготовлен законопроект о правах человека с предложением выделить средства на техническое противостояние глушению сигнала. Исследования OpenNet Initiative,занимающегося мониторингом по всему миру интернет-фильтрации правительствами стран, показали, что сайт вьетнамской службы Радио-Свободная Азия блокировался обеими из тестируемых интернет-провайдеров, тогда как английская служба была блокирована одним из двух провайдеров.
Для оповещения о глушении радиосигнала и интернет-блокирования правительствами тех стран, которым вещаются радиопередачи и новости, сайт РСА содержит инструкции по созданию антиглушащих антенн и информацию о прокси-серверах.
30 марта 2010 года китайский веб-фильтр, известный как Золотой щит, временно нечаянно заблокировал все поисковые запросы Гугл — Китай в связи с ассоциацией с поисковым запросом «рса», который в течение продолжительного времени подвергался цензуре. По словам Гугл, письма, ассоциирующиеся с Радио-Свободной Азией, появлялись в URL всех поисковых запросов Гугл, тем самым вызывая блокировку поисковых запросов китайским фильтром.

## Задержания журналистов Радио «Свободная Азия»

### Вьетнам
- Нгуен Ван Хоа — сотрудник Радио «Свободная Азия», предоставлял видеоролики о демонстрациях в Центральном Вьетнаме против загрязнения окружающей среды компанией Formosa в 2016 году[10]. Утром 27 ноября 2017 года Народный суд провинции Хатинь открыл уголовный процесс первой инстанции для открытого судебного разбирательства и приговорил Нгуен Ван Хоа к семи годам тюремного заключения за «пропаганду против государства Социалистическая Республика Вьетнам»[11]. Согласно обвинительному заключению, с 2013 по 2017 год Нгуен Ван Хоа вёл личный аккаунт в Facebook для обмена информацией с преступниками, а также обменивался и распространял статьи, видео и изображения с подстрекательским содержанием, искажающим правду, пропагандирующим реакционные заявления, противоречащие генеральной линии и политике Коммунистической партии Вьетнама.
- Чыонг Дуй Нхат — блогер, известный своим проектом «Другая перспектива». С 2015 года, после освобождения из тюрьмы, сотрудничал с Радио «Свободная Азия». В 2014 году он был приговорен к 2 годам лишения свободы за якобы злоупотребление демократическими свободами с целью ущемления интересов государства, законных прав и интересов граждан[10]. В январе 2019 года он был похищен в Бангкоке. 20 марта того же года его семья сообщила, что по словам полицейских, он был задержан вьетнамскими властями в Ханое. Чыонг Дуй Нхат был приговорён к 10 годам лишения свободы[12]. Несколько месяцев после ареста он не контактировал со своей семьей и адвокатами.
- Фам Чи Зунг — председатель Ассоциации независимых журналистов Вьетнама[10][13]. 21 ноября 2019 года он был привлечен к ответственности Бюро расследований и общественной безопасности города Хошимин за «изготовление, хранение, распространение или распространение информации, документов и предметов для борьбы с государством Социалистическая Республика Вьетнам», в соответствии со статьей 117 Уголовного кодекса Социалистической Республики Вьетнам[14][15][16].

### Камбоджа
- Уон Чхин — бывший репортёр Радио «Свободная Азия». Он был арестован камбоджийскими властями в ноябре 2017 года после ночного налёта на снимаемую им квартиру. Уон Чхину было предъявлено обвинение в предоставлении информации иностранному государству, которое могло привести его к тюремному заключению на срок от 7 до 15 лет[17][18][19].
- Йанг Сотерин — бывший репортёр Радио «Свободная Азия». Он также был арестован камбоджийскими властями в ноябре 2017 года после ночного налёта на снимаемый им дом. Йанг Сотерин был обвинен в предоставлении информации иностранному государству, которое также могло привести его к тюремному заключению на срок от 7 до 15 лет[17][18][19].

| Информация по радиовещанию | Информация по радиовещанию | Информация по радиовещанию |
| Языковая служба            | Дата запуска               | Эфирное время              |
| -------------------------- | -------------------------- | -------------------------- |
| Бирманский язык            | Февраль 1997               | 4 часа ежедневно           |
| Кантонский язык            | Май 1998                   | 2 часа ежедневно           |
| Кхмерский язык             | Сентябрь 1997              | 2 часа ежедневно           |
| Корейский язык             | Март 1997                  | 5 часов ежедневно          |
| Лаосский язык              | Август 1997                | 2 часа ежедневно           |
| Северокитайский язык       | Сентябрь 1996              | 12 часов ежедневно         |
| Тибетский язык             | Декабрь 1996               | 10 часов ежедневно         |
| Уйгурский язык             | Декабрь 1998               | 2 часа ежедневно           |
| Вьетнамский язык           | Февраль 1997               | 2 часа ежедневно           |

## Премии
- Ежегодная журналистская премия прав человека. 2000, 2005, 2006, 2007, 2008. Международная амнистия, Ассоциация журналистов Гонконга, Клуб зарубежных корреспондентов Гонконга.
- Международная премия за активизм, 2005, Фонд Глейцмана.
- Региональная премия Эдварда Мюрроу, 2001, 2002, 2003, 2004, 2005. Ассоциация директоров теле-радионовостей.
- Премия за радиовещание на нью-йоркских фестивалях «Радиовещатель года» в 2009 году. Радио-Свободная Азия получала в 2010 году, семь раз в 2009 году, одну в 2007 году, одну в 2004 году и одну в 2000.
- Премия Грейси Аллен, 2010, 2008. Американские женщины на радио и телевидении.
- Премия прав потребителей, 2008. Общество защиты прав потребителей Гонконга, Ассоциация журналистов Гонконга.
- Общество журналистов в защиту окружающей среды, 2010 — Первая Премия за выдающееся вещание по окружающей среде.
- Премия за отвагу в журналистике, 2010. Международный женский фонд СМИ